# Juan Miguel Lope Blanch
Juan Miguel Lope Blanch (Madrid, 17 de julio de 1927 - Ciudad de México, 8 de mayo de 2002) fue un lingüista, filólogo y académico español, naturalizado mexicano. Realizó investigaciones en dialectología, sociolingüística y estudios del léxico mexicano, incluidos indigenismos, coloquialismos, juegos de palabras y dichos populares tanto del español mexicano contemporáneo, como de siglos pasados a través de estudios filológicos de textos y autores antiguos. Es reconocido por haber coordinado dos corpus orales con valor histórico: el "Habla de la Ciudad de México" (HCM, ca. 1960-1969) y el "Habla de la República Mexicana" (HRM, ca. 1970-1980) ambos realizados en el Seminario de Dialectología del Centro de Estudios Lingüísticos y Literarios de El Colegio de México.

## Estudios y docencia
Realizó sus estudios de licenciatura en Filología Románica en la Universidad Central de Madrid, y un diplomado en Lingüística Española en la Universidad Internacional Menéndez y Pelayo en Santander. Fue alumno de Dámaso Alonso y de Rafael Lapesa. Se trasladó a México a principios de la década de 1950 mediante una beca del Instituto de Cultura Hispánica de España con el objetivo de redactar la Nueva Revista de Filología Hispánica.  
Entre 1954 y 1961 escribió diversas reseñas y artículos para la Nueva Revista de Filología Hispánica, paralelamente impartió clases de Gramática Española y Español Superior en la Facultad de Filosofía y Letras de la Universidad Nacional Autónoma de México (UNAM), años más tarde continuó sus estudios en la misma universidad y obtuvo un doctorado en Letras Españolas en 1962.
Durante más de cinco décadas continuó impartiendo clases en la UNAM, entre sus discípulos se encuentran José G. Moreno de Alba (director de la Academia Mexicana de la Lengua), Elizabeth Luna Traill, Antonio Millán, Claudia Parodi, Antonio Alcalá y Cecilia Rojas Nieto. Impartió cátedra en El Colegio de México, en la Universidad Iberoamericana, además de ser profesor visitante en la Universidad de Arizona, en la Universidad de Stanford, en la Universidad de Tucumán, en la Universidad de Málaga y otras.

## Labor académica
Participó en la fundación del Anuario de Letras de la UNAM en 1961, y fue el creador de la maestría y doctorado en Lingüística Hispánica en la Facultad de Filosofía y Letras de la UNAM. En 1967, fue fundador del Centro de Lingüística Hispánica el cual dirigió durante veintisiete años. El Centro se integró posteriormente al Instituto de Investigaciones Filológicas de la UNAM. Fue creador del Seminario de dialectología y colaboró en el Atlas lingüístico de México, obra de seis tomos publicada por El Colegio de México. Realizó investigaciones para el Proyecto de estudio coordinado de la norma lingüística culta de las principales ciudades de Iberoamérica y de la Península Ibérica, de la Asociación de Lingüística y Filología de América Latina (ALFAL) de la cual fue presidente de 1987 a 2002.
Fue vicepresidente de la Fedération Internationale des Langues et Littératures Modernes de la Unesco de 1975 a 1981. Fue miembro correspondiente de la Academia Argentina de Letras, miembro correspondiente de la Academia Chilena de la Lengua, miembro correspondiente de la Academia Norteamericana de la Lengua Española, presidente de la Comisión de Lingüística Iberoamericana de 1964 a 1966 y vicepresidente honorario de la Conseiller de la Société de Linguistique Romane de 1980 a 2002, entre otros nombramientos.
A lo largo de su vida, impartió conferencias en la Universidad Nacional de Córdoba en Argentina; en las universidad de Graz, Innsbruck, Klagenfurt, Viena y Salzburgo en Austria; en las universidades de Arizona, California, Nebraska, Nuevo México, Nueva Orleans, Texas y Washington en Estados Unidos; en la Université de Bordeaux en Francia; en la Universidad Complutense, en la Universidad Autónoma de Madrid y en la Universidad de La Laguna en España; en la Universita di Firenze en Italia; en la de Mayagüez y en la de Río Piedras en Puerto Rico; en la de Luxemburgo; y en las de Estocolmo y Upsala en Suecia entre otras más.

## Premios y distinciones
- Orden de Andrés Bello en noviembre de 1980, por el gobierno de Venezuela.
- Investigador Emérito desde 1984 del Sistema Nacional de Investigadores del Consejo Nacional de Ciencia y Tecnología de México.
- Profesor Emérito por la Universidad Nacional Autónoma de México desde 1984.
- Premio Universidad Nacional en Humanidades por la Universidad Nacional Autónoma de México en 1987.
- Comendador de la Orden de Isabel la Católica desde 1990, por el rey de España.
- Premio Nacional de Ciencias y Artes en el área de Lingüística y Literatura en 1995, por el gobierno federal de México.
- Gran cruz de la Orden de Alfonso X el Sabio en 1999 por el gobierno de España.[6]

## Obra
Su obra contempla más de cuatrocientos escritos y alrededor de cuarenta libros, casi todos como único autor y otros como editor, prologuista o coordinador. Entre ellos destacan: 
- Observaciones sobre la sintaxis del español hablado en México
- En torno a las vocales caedizas en el español de México (1963)
- Vocabulario mexicano relativo a la muerte (1963)
- El español en América (1968)
- El léxico indígena en el español de México (1969)
- El léxico de la zona maya en el marco de la dialectología mexicana (1971)
- Dialectología mexicana y sociolingüística (1974)
- El concepto de oración en la lingüística española (1979)
- Análisis gramatical del discurso (1983)
- El habla de Diego de Ordaz (1985)
- Estudios sobre el español de Yucatán (1987)
- El español hablado en el suroeste de los Estados Unidos (1989)
- El habla popular de la República mexicana. Materiales para su estudio (1995)
- El español de América y el español de México (2000)

Los proyectos más importantes en los que participó fueron:
- Atlas lingüístico de México, seis tomos, siendo director y coordinador.
- Proyecto de estudio coordinado de la norma lingüística culta de las principales ciudades de Iberoamérica y de la Península Ibérica. En septiembre de 2003, la Asociación de Lingüística y Filología de América Latina (ALFAL) tomó la determinación de cambiar el nombre de este proyecto a Proyecto de la norma culta hispánica Juan M. Lope Blanch en su honor.[7]

«Defensor de un hispanismo abierto, Lope Blanch amó sus tradiciones, pero no se hizo tradicionalista; contrario a la ideología peninsularista del español, destacó siempre el papel del español americano en la historia de la lengua y la necesidad de considerar con absoluta objetividad y respeto sus características. Lope Blanch se hizo mexicano; adoptó a este México, "tierna fortaleza, cruel compasión, amistad mortal, vida instantánea" — en palabras de Carlos Fuentes — y le dejó una herencia de conocimiento y enseñanza que habrá de perdurar»
Luis Fernando Lara, El Colegio de México.